# يوجين أ. تان
يوجين أ. تان هو محامي فلبيني، ولد في 1943 في سابيان في الفلبين، وتوفي في 1994.